# Estación de Urgel

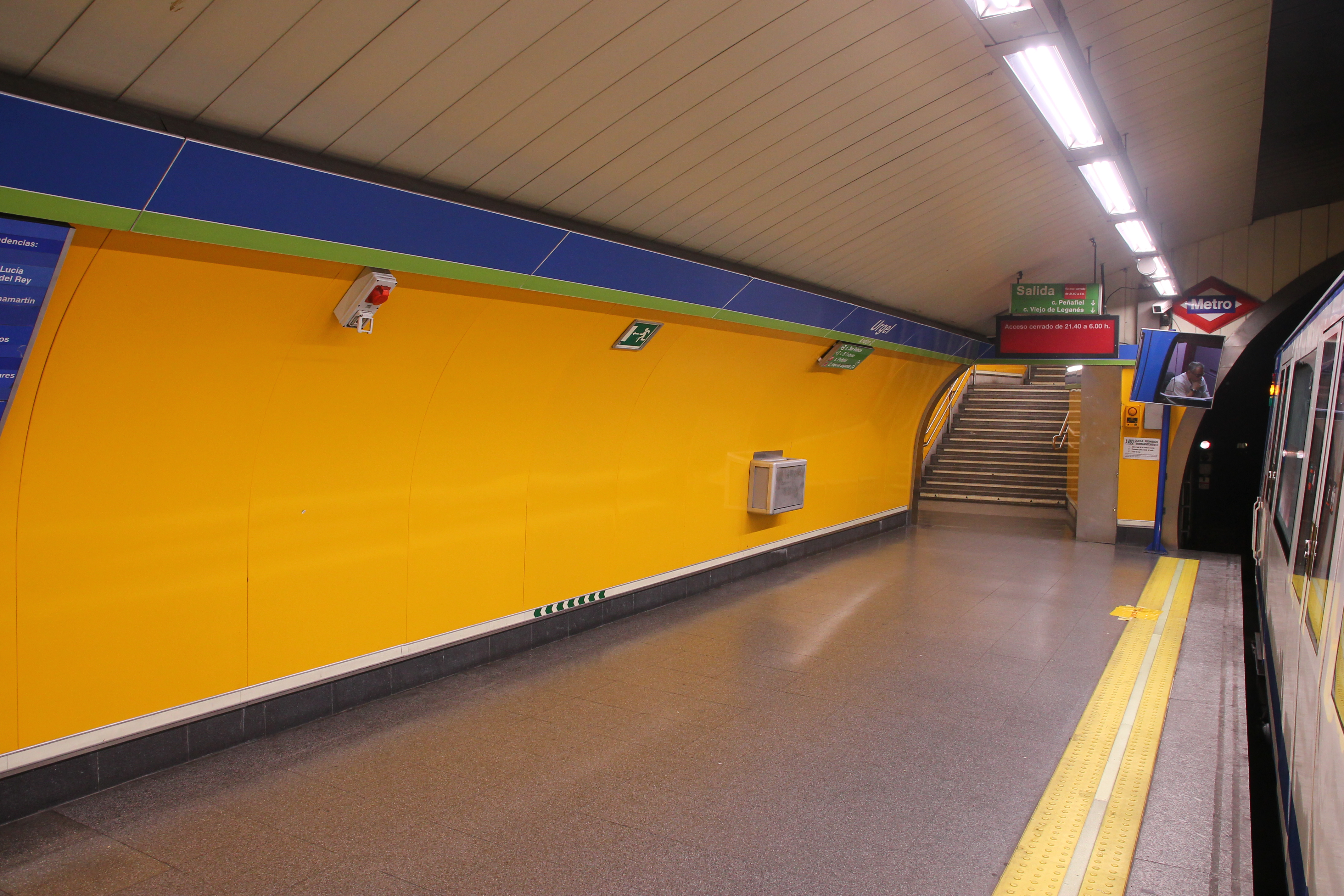
Andén de la estación

Urgel es una estación de la línea 5 del Metro de Madrid situada bajo la calle General Ricardos, junto a la intersección con el Camino Viejo de Leganés, en el distrito de Carabanchel.

## Historia
La estación se inauguró el 5 de junio de 1968 con el primer tramo de la línea entre Callao y Carabanchel, siendo reformada a finales de los 90 para colocar nuevas bóvedas impermeables y entre 2003 y 2004 con la colocación de nuevos paramentos verticales de planchas metálicas.

## Accesos
Vestíbulo Toboso

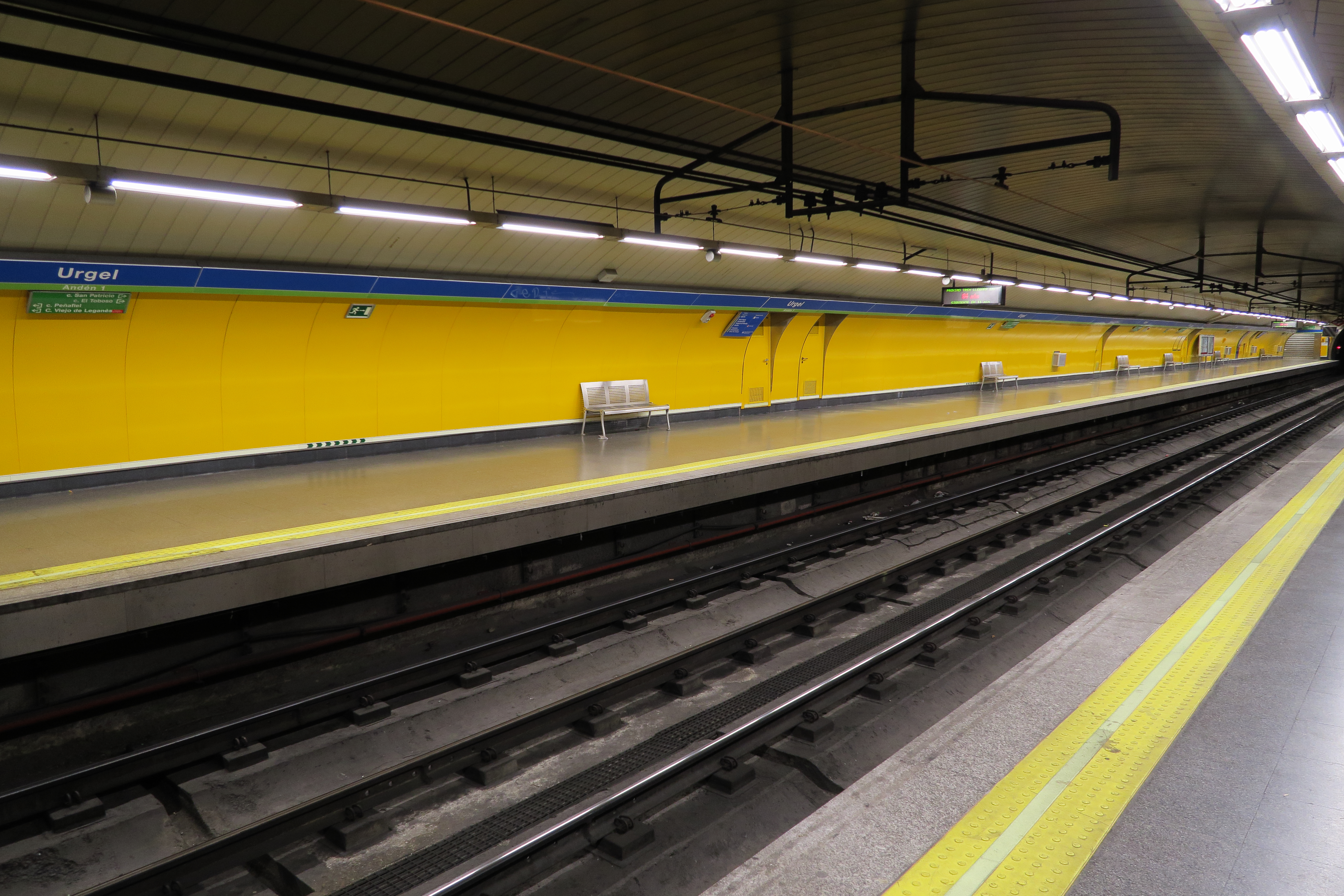
Estación de Urgel, andenes

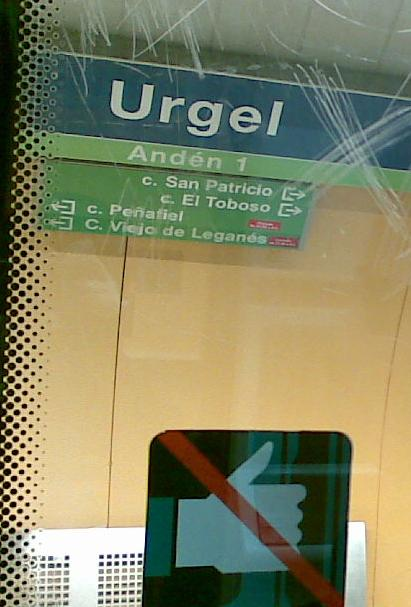
Estación de Urgel (metro de Madrid)

- Toboso C/ General Ricardos, 98 (próximo C/ Toboso)
- San Patricio C/ General Ricardos, 85

Vestíbulo Leganés
- Cº Viejo de Leganés Cº Viejo de Leganés, 1 esquina C/ General Ricardos
- Peñafiel C/ General Ricardos, 80 esquina C/ Peñafiel

## Líneas y conexiones

### Metro
| << cabecera      | < estación         | línea | estación > | cabecera >>   |
| ---------------- | ------------------ | ----- | ---------- | ------------- |
| Alameda de Osuna | Marqués de Vadillo |       | Oporto     | Casa de Campo |

### Autobuses
| Diurnos   |                  |                                            |
| Línea     | Destino          | Parada                                     |
| 34        | Cibeles          | 336 URGEL (C/ General Ricardos, 107)       |
| 35        | Plaza Mayor      | 336 URGEL (C/ General Ricardos, 107)       |
| 119       | Atocha           | 336 URGEL (C/ General Ricardos, 107)       |
| 34        | Las Águilas      | 3032 URGEL (C/ General Ricardos, 102)      |
| 35        | Carabanchel Alto | 3032 URGEL (C/ General Ricardos, 102)      |
| 118       | La Peseta        | 3032 URGEL (C/ General Ricardos, 102)      |
| 119       | Barrio Goya      | 3032 URGEL (C/ General Ricardos, 102)      |
| 118       | Embajadores      | 3062 GENERAL RICARDOS-CAMINO VIEJO LEGANÉS |
| Nocturnos |                  |                                            |
| Línea     | Destino          | Parada                                     |
| N26       | Alonso Martínez  | 336 URGEL (C/ General Ricardos, 107)       |
| N26       | Aluche           | 3032 URGEL (C/ General Ricardos, 102)      |